# Taxe d'habitation
Lire en ligne

Lire sur Légifrance

La taxe d'habitation (TH) est un impôt s’appliquant en France à certaines personnes (propriétaire ou locataire ou occupant à titre gratuit) disposant d’un bien immobilier. Elle était payée par la personne ayant la disposition ou la jouissance à titre privatif des locaux imposables au 1er janvier de l'année d'imposition. Cet impôt est calculé et recouvré par la direction générale des Finances publiques (DGFiP).
En 2023, la taxe d'habitation sur les résidences principales est définitivement supprimée pour tous les contribuables. La taxe d'habitation reste toutefois due pour les autres locaux, notamment les résidences secondaires et les locaux vacants,.

## Généralités
La taxe d'habitation est l'une des quatre taxes perçues au profit des collectivités territoriales avec la taxe foncière sur les propriétés bâties, la taxe foncière sur les propriétés non bâties (dont, entre autres, les terres affectées à une exploitation agricole) et la contribution économique territoriale. Ces quatre taxes représentent 45 % des recettes des collectivités territoriales.
Cette taxe est issue des contributions directes établies sous la Révolution française à partir de 1791. La réforme de la fiscalité directe, prévue par l'ordonnance no 59-108 du 7 janvier 1959, est mise en application à partir de 1974 par le gouvernement Pierre Messmer (et son ministre de l’Économie et des Finances, Valéry Giscard d'Estaing) sous la présidence de Georges Pompidou. La contribution foncière donne naissance en 1914 et 1917 aux contributions foncières bâtie et non bâtie, puis en 1974 aux taxes foncières sur les propriétés bâties et non bâties, la contribution mobilière se transformant en 1974 en taxe d'habitation, la contribution de la patente voyant se substituer à elle en 1976 la taxe professionnelle.
Le montant de la taxe d'habitation dépend des caractéristiques du local imposable (superficie, éléments de confort...) et des taux d'imposition votés par les collectivités territoriales. Il est pondéré en fonction de la composition du foyer fiscal (abattements pour personnes à charge) et des revenus perçus par l'ensemble des occupants du local imposable (plafonnement, voire exonération).
La taxe d'habitation concerne 33 millions de logements. En 2009, la taxe d'habitation a rapporté 16,5 milliards d'euros et est payée par 28 millions de foyers en France.

## Fonction
La taxe d'habitation de la collectivité entre dans le budget des collectivités locales voire intercommunales et permet de financer les services scolaires, les services sociaux, les équipements sportifs et culturels, la voirie, l'environnement (gestion de l’eau potable et assainissement, collecte et tri des déchets), etc.

## Modalités d'imposition

### Conditions générales
L’impôt est établi pour l'année entière d'après les faits existants au 1er janvier de l'année d'imposition.
En règle générale, elle est exigible pour le 15 novembre de l'année d'imposition, ou jusqu'au 20 novembre en cas de paiement sur Internet. Toutefois, l'envoi de l'avis d'imposition par l'administration étant échelonné, la taxe d'habitation est dans certains cas payable pour le 15 décembre. Ces délais sont établis par les différents centres des impôts en fonction des dossiers en cours (déclarations tardives par exemple).

### Locaux imposables
Selon la nature du local, celui-ci peut être taxable ou non.

#### Les locaux concernés
Sont assujettis tous les logements garnis de meubles au 1er janvier. D’après la jurisprudence, le local est imposable s'il est pourvu de meubles mêmes sommaires. Il n'est exonéré que s'il est totalement vide, à l'exception des installations fixées à l'immeuble. Dès lors qu'il en est garni et même effectivement inoccupé (cas fréquent de logements reçus en héritage et laissés en l'état) la taxe est due.
Si la preuve est faite qu'il existe un premier logement garni de meubles, sont également imposables les dépendances immédiates (situées à moins d'un kilomètre de l'habitation), même non meublées et non attenantes. Il s’agit notamment des chambres de service, remises, caves, places de stationnement privatives, garages, jardins d'agrément, piscines.
La redevable de la taxe n'est pas nécessairement une personne physique. Une société louant une maison/un appartement à l'année pour ses cadres sera soumise à la taxe.
Une personne morale (association, syndicat, parti politique, service public, collectivité...) non soumise à la cotisation foncière des entreprises est également redevable de la taxe d'habitation sur ses locaux, y compris non d'habitation, tels que bureaux, lieux d'administration, salles des fêtes, crèches, cliniques, bibliothèques ou autres lieux publics . Certaines catégories de locaux en sont exonérés (édifices de culte, musées, équipements sportifs, lieux d'enseignement (universités, écoles et leur dépendances), hôpitaux publics,). Il existe enfin un dégrèvements pour les locaux meublés non occupés gestionnaires de logements sociaux : foyers de jeunes travailleurs et migrants, résidences sociales, EHPAD/maison de retraite sans but lucratif, logement des élèves dans une école, à raison des logements mis à disposition des personnes âgées/défavorisées.

#### Les locaux exonérés
Les logements vides (non meublés) au 1er janvier peuvent en être exclus, la preuve devant alors être apportée par tous moyens (huissier, coupure de contrat EDF, etc.).
Toutefois, dans le but de favoriser le marché locatif, un local pourra être soumis à la Taxe d'habitation sur les logements vacants (THLV) s’il reste vide plus de deux ans consécutifs et que la commune a adopté cette taxe. Dans certaines grandes agglomérations, cette taxe est remplacée par la taxe sur les logements vacants (TLV) qui est établie pour tous les logements vacants inoccupés durant au moins une année au 1er janvier de l'année d'imposition.
Les locaux professionnels ne sont pas concernés par la taxe d’habitation puisqu’ils sont assujettis à la cotisation foncière des entreprises (CFE). On ne peut pas être assujetti aux deux impôts pour le même local à moins que ce local soit à affectation mixte (personnelle et professionnelle) ou que la commune ait voté la possibilité de double imposition.
Les locaux des diplomates sont exonérés à condition qu’il en soit de même dans leur pays pour les personnels diplomatiques français, etc..
Un local meublé loué toute l'année à une même personne pourra faire l'objet d'une taxe pour le locataire s'il s'agit d'un bien secondaire pour lui (le propriétaire paye la CFE dans ce cas). Un local destiné à être loué meublé mais n'ayant pas d'occupant au 1er janvier est soumis à la taxe, l'activité du propriétaire étant soumise à la CFE. Un local destiné à être loué meublé en permanence pour des courtes durées, n'est pas soumis à la TH, mais à la CFE (il existe toutefois des exceptions selon les communes qui peuvent opter pour un assujettissement). Un local meublé parfois loué mais dont le propriétaire se réserve des périodes d'occupation (studio dans une station de ski) sera bien soumis à la taxe ET à la CFE. À noter enfin que les règles sont les mêmes pour la sous-location (le sous-locataire qui loue à l'année sans se réserver la jouissance peut se prévaloir de l'exonération).

### Personnes imposables
La taxe d’habitation était due par toute personne physique qui, au 1er janvier de l'année d'imposition, avait la jouissance privative d’un local d'habitation situé en France et qui n'était pas expressément exonérée. Cette personne peut être soit propriétaire, soit locataire, soit occupant à titre gracieux. Elle était payée par l’occupant au 1er janvier de l'année d'imposition. Dans le cas particulier de la colocation, la taxe, calculée par local, n'est due qu'une seule fois.
Pour les logements occupés à plusieurs, une seule taxe d'habitation est établie, au nom de n'importe lequel des occupants (il peut y en avoir plusieurs) : s'il est d'usage de faire mentionner le propriétaire ou le titulaire du bail, il n'existe aucune obligation légale en la matière, dès lors que le service des impôts peut prouver l'occupation du local par le titulaire de l'avis. Les titulaires de l'avis sont solidairement responsables du paiement de la taxe. Cela signifie que les services des impôts peuvent demander la totalité de la somme à n'importe lequel des occupants en cas d’impayé.

#### Exonération totale
Depuis la réforme de  2018, une exonération totale était accordée pour l'habitation principale aux personnes qui ont un revenu fiscal de référence 2020 inférieur à 27 761 € pour 1 part ; 35 986 € pour 1,5 part ; 44 211 € pour 2 parts ; 50 380 € pour 2,5 parts ; 56 549 € pour 3 parts ; 62 718 € pour 3,5 parts, etc.
Dans le cas d'un logement occupé à plusieurs il fallait que chaque titulaire respecte cette limite, et que la limite globale soit également respectée (deux personnes célibataires déclarant 25 000 € chacune ne seront pas exonérées, car possédant un revenu total de 50 000 € pour 2 parts).
L'exonération pour la résidence principale anciennement occupée reste valable si la personne est en maison de retraite ou en établissement de soins de longue durée (le logement ne "bascule" pas en secondaire). En revanche, être en maison de retraite n’exonère pas nécessairement de l'ancienne taxe : si le logement reste meublé et la personne au-dessus des limites (ou en secondaire), elle restera due.
Pour les étudiants rattachés à leurs parents à l'impôt sur le revenu, la taxe suivait la situation des parents : s'ils ont l'exonération, celle-ci était reportée pour le logement de l'étudiant. En revanche s'ils sont au-dessus du plafond la taxe restait due.

#### Exonération d'impôt locaux
Les habitants de l'Île-Molène et de l'Île-de-Sein sont exonérés de taxe d'habitation et de taxe foncière,.

## Calcul de l'impôt
Un avis d’imposition est établi pour chaque adresse où un redevable de la taxe d’habitation dispose de locaux à usage d'habitation.

### Valeurs locatives
La valeur locative brute est la somme des valeurs locatives cadastrales (actualisées et revalorisées) des locaux de la personne situés à cette adresse.
À titre indicatif, figure aussi sur l'avis la valeur locative moyenne (VLM), calculée en faisant le rapport entre le montant total des valeurs locatives des habitations de la collectivité et le nombre d'articles du rôle. Il est fait abstraction des locaux qualifiés « maisons exceptionnelles » pour ce calcul. La VLM est propre à chaque collectivité (commune, département…).

### Abattements
Les abattements sont calculés sur la valeur locative moyenne (de la collectivité) et viennent, si applicables, en déduction de la valeur locative brute.
Chaque collectivité, par délibération, institue ou fixe le niveau des abattements qui viendront en déduction de la valeur locative brute.
Jusqu'en 2010 l’abattement était obligatoirement égal à un pourcentage de la VLM (soit 10, soit 15, soit 20 % de VLM pour les deux premiers enfants par exemple. Le pourcentage était au choix de la collectivité, mais sans possibilité de l'ajuster). Depuis la taxe d'habitation 2011, le montant est fixé librement par les communes. Il reste du même montant pour tous les habitants de la commune, mais sans que ce montant ne corresponde à un pourcentage précis.
La collectivité peut, chaque année, modifier les abattements qui seront appliqués l'année suivante.

### Cotisation par collectivité
La base nette d'imposition est égale à la valeur locative brute moins les abattements.
Le taux d'imposition voté par chaque collectivité (commune, syndicat intercommunal, département, région) est multiplié à la base nette d'imposition et donne la cotisation prélevée pour chaque collectivité.
La part départementale a été supprimée à compter de la taxe d'habitation 2011.
La part régionale est supprimée en 2000[réf. nécessaire].

## Critiques
De calcul complexe, le système reposait sur un taux d'imposition fixé par les collectivités locales et appliqué à la "valeur locative cadastrale", dépendant de la surface du logement, du quartier, etc. Cette valeur a été établie pour la première fois en 1970. Ainsi, les évolutions structurelles du marché immobilier depuis 40 ans n'avaient pas modifié le calcul de la taxe. Des habitants d'immeubles défraîchis des années 1960 payaient davantage de taxe que ceux des centres-villes rénovés[réf. nécessaire].

## Réformes

### Sous François Hollande
En 2013, le second gouvernement Ayrault envisage de réformer en profondeur la taxe d'habitation en introduisant dans son calcul le revenu des ménages. Une telle réforme pourrait en faire un impôt progressif en fonction du revenu. En 2014, cette orientation demeure envisagée, mais le gouvernement Manuel Valls prévoit d’adoucir la taxe d’habitation pour les plus modestes.

### Sous Emmanuel Macron
Une nouvelle réforme de la taxe d'habitation est mise en œuvre dans le budget de l'État français en 2018 sous la présidence d'Emmanuel Macron. Cette mesure est validée, sous réserve de la future réforme de la fiscalité locale, le 28 décembre 2017 par le Conseil constitutionnel. D'après les données du ministère de l’Économie, la mesure devrait coûter 17,6 milliards d'euros à l’État chaque année. 80 % des foyers ont bénéficié de la suppression totale de leur taxe d'habitation sur leur résidence principale en 2020 (article 1414 C du CGI). À compter de 2021, la réforme profite aux contribuables non exonérés sous forme d'un dégrèvement dégressif, mais non intégral en fonction du revenu fiscal de référence. 
La taxe d'habitation sur les résidences principales disparaît totalement en 2023.
La taxe d'habitation sur les résidences secondaires reste applicable (THLV) et peut constituer jusqu'à la moitié des capacités financières de certains regroupements de communes. En 2023, à Paris, le taux de la taxe d’habitation qui ne concerne que les propriétaires de résidences secondaires et les logements vacants, soit près de 260 000 biens, comparés au 1,1 million de résidences principales, augmente de 52 %.
Depuis 1998, certaines communes appliquent une surtaxation pour logement vacant pouvant aller jusqu'à 60% (TLV)[réf. nécessaire].

## Conséquences de l'abrogation
La suppression de la taxe habitation entraîne, en 2023 pour le Ministère de l'Économie et des Finances, une problématique d'identification de l'adresse postale des bénéficiaires du chèque énergie, par ailleurs identifiés avec leur revenu fiscal de référence. Cette suppression entraîne l'accroissement du non-recours. Le versement direct de cette aide n'étant plus automatique, un million de nouveaux bénéficiaires potentiels doivent entreprendre une démarche d’inscription sur une plateforme en ligne. 120 000 nouvelles demandes sont enregistrées aboutissants à seulement 32 000 chèques versés. Un phénomène de sous-recours massif bien connu des associations de lutte contre la pauvreté.